# 鬼作秀2
《鬼作秀2》（英語：Creepshow 2）是一部1987年美國喜劇恐怖多段式電影，由麥克·戈尼克執導，也是《鬼作秀》的续集。戈尼克曾擔任第一部電影的攝影師，劇本由原電影導演喬治·A·羅梅羅撰寫。這部電影的主演是洛伊絲·奇利斯、乔治·肯尼迪、多蘿西·蘭默和汤姆·萨维尼，同样根據斯蒂芬·金的故事改編，由三段恐怖故事组成，分别是“木头老酋長”“木筏”和“搭便車的人”。
與第一部電影不同，《鬼作秀2》只有三個故事，而不是五個。原本，片中還有另外兩個故事《击倒》和《地獄來的貓》，但因預算原因被取消；不过，後者于1990年被改编為《午夜鬼譚3》。這部電影是多蘿西·蘭默1996年去世前的最後一部電影。

## 剧情

### 序幕
在緬因州德克斯特小鎮，一輛送貨卡車停在報攤前。小男孩比利熱切地騎著自行車追赶卡車。卡車後面的百葉窗打開，露出了鬼的身影，牠在消失之前送出了最新一期的《鬼作秀》（封面與上一部電影最後一幕的漫畫封面相同）。比利拿起一期並開始閱讀。

### 木头老酋長
雷·斯普魯斯和瑪莎·斯普魯斯是一對老年夫婦，經營著小鎮的一家雜貨店，门口摆着一个名為“木头老酋長”的印第安人像。當地美國原住民部落的長老本傑明·懷特蒙来到店里，送給夫妇俩一袋绿松石珠寶，這是他部落的神聖宝物，作為部落所欠債務的抵押品。
那天晚上晚些時候，斯普魯斯夫妇被本傑明關係疏遠的侄子薩姆·懷特蒙和他的兩個朋友安迪·卡瓦諾和文斯·格里本斯持枪搶劫。在掙扎中，山姆的槍走火，殺死了瑪莎。薩姆又射殺了雷，然後搶走了珠寶，與其他人一起開車離開。他們離開後，木头老酋長復活，追杀这群暴徒。他用多支箭射殺了文斯，用戰斧屠殺了安迪，用一把獵刀剝了薩姆的頭皮。隔天早上，本傑明醒來發現床上放着綠松石首飾。他来到那家被毀的雜貨店，發現木头老酋長还在門口，但是手裡拿著薩姆血淋淋的頭皮和一把沾滿血蹟的刀。

### 插曲1
在鎮郵局，比利收到店員黑格先生寄來的一個包裹，據說裡面裝有他的漫畫中打过廣告的產品：食肉捕蠅草的鳞茎。比利支付了包裹費用，啟程回家。鬼出現在郵局櫃檯後面，開始下一個故事。

### 木筏
十月中旬，四名大學生迪克、拉弗内、蘭迪和蕾切尔來到遠離文明世界的荒涼湖泊喀斯喀特海灘尋找樂趣。當蘭迪游向湖中央的木筏時，他目睹一隻鴨子被一種看不見的力量拉到水下。四個學生都上了木筏後，他們發現了蘭迪如此緊張的原因：一团巨大的、黑色的、黏稠的生物，外形類似於漂浮在水面上的浮油。當蕾切尔靠在木筏上試圖觸摸這個生物時，牠抓住了蕾切尔，將她拉入湖中消化了她。剩下三個驚慌失措的學生想起現在是淡季，這意味著短期內不会有管理員來營救他們。
隨著時間的推移，迪克打算游到岸邊，以便帶人回来救援。然而，那團東西從木筏的裂縫中滲了出來，抓住了迪克的腳，把他拉下了木筏，殺死了他。蘭迪和拉弗内注意到生物仍然处于飢餓状态，試圖從木筏下面抓住他們。两人設法躲避生物，夜幕降臨時，蘭迪和拉弗内輪流盯着這個生物，最後在彼此的懷抱中睡著了。
第二天早上，蘭迪發現他和拉弗内還活著。蘭迪沒有看到那個生物，便把拉弗内放在木筏上，開始親吻和愛撫她熟睡的身體。拉弗内隨後在痛苦中尖叫著醒來，原来這個生物已經從裂縫中滲透出來，包住了她的半張臉，這讓蘭迪感到非常恐懼。那團東西把她從木筏上拉下來，開始吞噬她，蘭迪趁机跳下木筏游向岸邊。他侥幸游上岸边，大聲喊道：“我打敗你了！”然而，這個生物像波浪一樣從水中升起，吞噬了蘭迪。
這團東西又回到了湖里，除了學生們丟棄的衣服和仍未熄火的汽車之外，沒有留下學生們的任何痕跡。學生們不知道的是，在茂密的植被後面有一個幾乎看不見的標誌，上面寫著「禁止游泳」。

### 插曲2
從郵局回家的路上，比利遭到了一群惡霸邻里的伏擊。團伙的頭目“犀牛”拿走了比利的包裹，找到了捕蠅草鳞茎，用腳踩碎了它。作為報復，比利踢了犀牛的腹股溝便逃跑了，惡霸在身后追趕他。这时，鬼從樹後面现身，繼續講述最後一個故事。

### 搭便車的人
安妮·蘭辛是一位不忠的緬因州女商人，與情夫昨晚上床後现在醒來。安妮意識到距離她的律師丈夫喬治回家只有15分鐘的時間，於是她跳上車，开向幾英里外的家。安妮在一個濕滑的拐角處失去了控制，撞倒了一名想要前往多佛的搭便車的人。安妮見沒人目睹這一切，便頭也不回地離開了。然而，她離開後不久，一名卡車司機、兩名路人以及喬治就到了现场，喬治向警方報告了這起肇事逃逸事件。
幾英里外，安妮思考着自己所做的事情，考慮着自首，但最終得出結論，沒有人会发现是她撞的，認為一切都會好起來的。然而，搭便車的人突然出現在她的窗外，並說出“謝謝您让我搭車，女士！”，這句話他在整個故事中会经常出现。安妮驚恐地加速逃跑，但搭便車的人從天窗伸手抓住了她。她駛離道路，穿過樹林，用一根低垂的樹枝將搭便車的人從车頂上撞下來。但是搭便車的人再次出現，打開了副驾驶座位的門。安妮用左輪手槍多次向他射擊，但殺不死他。她把他踢出車外，开车多次碾壓他。然後，搭便車的人爬上引擎蓋，拿起他之前的「多佛」標牌，上面现在寫著「你殺了我」。安妮再次失去對汽車的控制，駛離道路，衝下山坡，撞上一棵樹。之后安妮多次將搭便車的人撞到同一棵樹上，最后自己也被撞晕了。
過了一會兒，安妮從事故中醒來。安妮到处都看不到搭便車的人，便認為這次經歷完全是一場噩夢，于是她回到路上，開車回家，比喬治还要先到。當她準備下車時，搭便車的人渾身殘破不堪，仍然嘴裡喊著“謝謝您让我搭車，女士！”，從車底下爬出來襲擊了她。車庫內部開始充滿煙霧，同时車庫門缓缓關閉。
一段時間後，喬治終於回到家，發現安妮在仍未熄火的車裡，死於一氧化碳中毒。她的腿上放着沾滿血跡的「多佛」標牌。

### 尾聲
在送貨卡車內，鬼準備開車離開，向觀眾告別，但他隨後發現比利仍在被惡霸追趕。比利引诱惡霸進入一片空地，周围尽是生長失控的植物。犀牛踩碎的鳞茎並不是比利訂購的第一個鳞茎。五隻巨型捕蠅草從周圍的雜草中出現，吞噬了所有暴徒（不过螢幕外有一個可能逃跑了）。
鬼高興地咯咯笑著，然後開車去把最新一期的《鬼作秀》送到另一個城鎮。
在片尾彩蛋中，出現以下文字：
|  | 青少年犯罪是压抑的挫折、蓄藏的怨恨和密封的恐懼的產物。它不是绘画和文字的產物。但漫畫是個方便、明顯、簡單的替罪羔羊。如果那些讨伐漫画的成年人能够像对待父母的无知、漠视和残忍这些造成不良行为的根本原因一样生气的话，他们也许就会发现，漫畫書並不是比《金銀島》或《巨人杀手杰克》更大的威脅。 |